# Avro Manchester
Авро Манчестер (англ. Avro Manchester) — британський середній бомбардувальник часів Другої світової війни. Розроблявся компанією Avro наприкінці 30-х років.

## Історія виготовлення
В 1936 році розробка бомбардувальників Vickers Wellington і Armstrong Whitworth Whitley вже була майже завершена, але Бомбардувальне командування королівських ВПС видало замовлення на новий бомбардувальник здатний бомбити цілі в континентальній Європі (перш за все в Німеччині). Видана в серпні 1936 року специфікація P.13/36 передбачала двомоторний бомбардувальник зі злітною масою 20 тонн і максимальним бомбовим навантаженням 3632 кг. Також вимагалась висока дальність польоту з бомбовим навантаженням 1360 кг — 3218 км та швидкість — 442 км/год на висоті 4572 км. Літак мав оснащуватись новими X-подібними 24-циліндровими двигунами водяного охолодження Rolls-Royce Vulture.

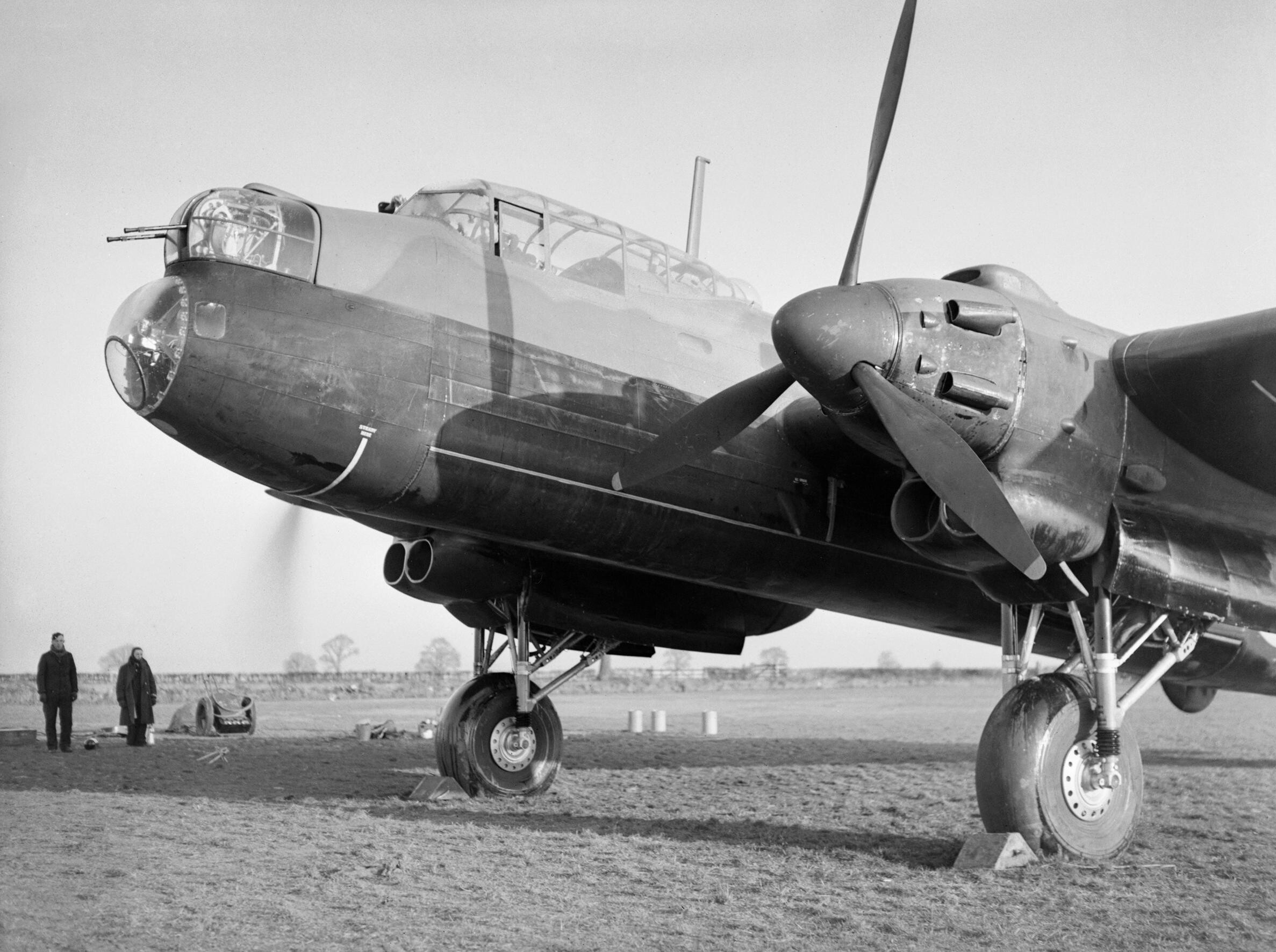
Manchester Mk.I на аеродромі. 12 серпня 1941 року. Помітно дві вихлопні труби характерні для двигуна Vulture, а також передню турель з двома кулеметами

Окрім компанії Avro в конкурсі взяла участь компанія Handley Page, але останні доволі швидко відмовились від виготовлення двомоторного бомбардувальника і почали розробку чотиримоторного з менш потужними двигунами — майбутнього Handley Page Halifax. Тому Avro по суті залишились без конкурентів.
«Манчестер» був середньопланом суцільнометалевої конструкції з двокілевим хвостом. Перший прототип піднявся в повітря 25 липня 1939 року. Випробування показали погану стійкість, тому на фюзеляжі було встановлено третій кіль, а на наступному прототипі, який був готовий 26 травня 1940 року, також збільшили розмах крил. Серійний випуск почався в серпні 1940 року, і було видано замовлення на 400 літаків, але через проблеми з недопрацьованими двигунами було виготовлено тільки 209 літак.

## Модифікації
- L7246 — перший прототип з двокілевим хвостом. Після перших тестів, для збільшення стабільності, було додано третій кіль.
- L7247 — другий прототип зі збільшеним розмахом крил. Перший політ 26 травня 1940.
- Mk.I — перший серійний варіант з трикілевим оперенням. (20 екз.)
  - Mk.Ia — наймасовіша модифікація. Було збільшено площі хвостових поверхонь, що дозволило використовувати двокілеву схему. (189 екз.)
  - Mk.Ib — Mk.Ia з фюзеляжем з бляхи.
  - Mk.Ic — Mk.Ia з двигунами Bristol Centaurus потужністю 2520 к.с. Встановлено в один фюзеляж.
- Mk.II — Mk.Ib зі збільшеним розмахом крила.
  - Mk.IIa — Mk.II з двигунами Bristol Centaurus. Тільки проект
- Mk.III BT308 — розмах крила збільшено для встановлення чотирьох двигунів. Прототип Avro Lancaster.

## Тактико-технічні характеристики (Mk.Ia)

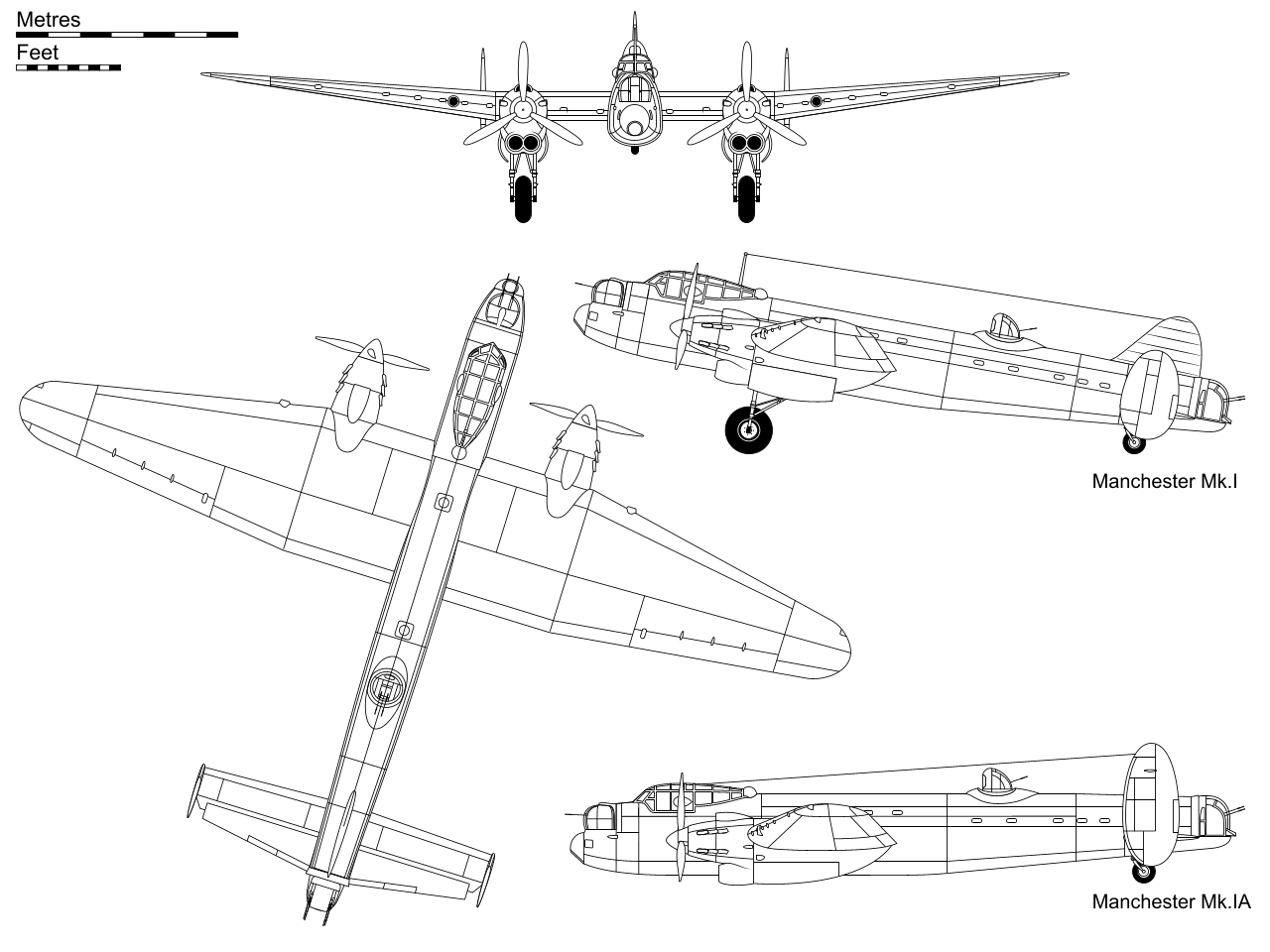

Дані з Ударная авиация Второй Мировой — штурмовики, бомбардировщики, торпедоносцы і Consice Guide to British Aircraft of World War II

### Технічні характеристики
- Екіпаж: 7 осіб
- Довжина: 21,34 м
- Висота: 5,94 м
- Розмах крила: 27,46 м
- Площа крила: 105,1 м ²
- Маса порожнього: 13 362 кг
- Маса спорядженого: 22 700 кг
- Максимальна злітна маса: 25 400 кг
- Двигуни: 2 × Rolls-Royce Vulture I
- Потужність: 2 × 1 760 к. с. (1312 кВт.)

### Льотні характеристики
- Максимальна швидкість: 425 км/год (на висоті 5180 м.)
- Крейсерська швидкість: 300 км/год (на висоті 4570 м.)
- Практична дальність: 2 620 км
- Дальність польоту з максимальним навантаженням: 1 930 км
- Практична стеля: 5 850 м

### Озброєння
- Кулеметне:
  - 4 × 7,7-мм кулемети Browning в хвостовій турелі
  - 2 × 7,7-мм кулемети Browning в носовій турелі
  - 2 × 7,7-мм кулемети Browning в верхній турелі
- Бомбове навантаження:
  - 4695 кг бомб

## Історія використання

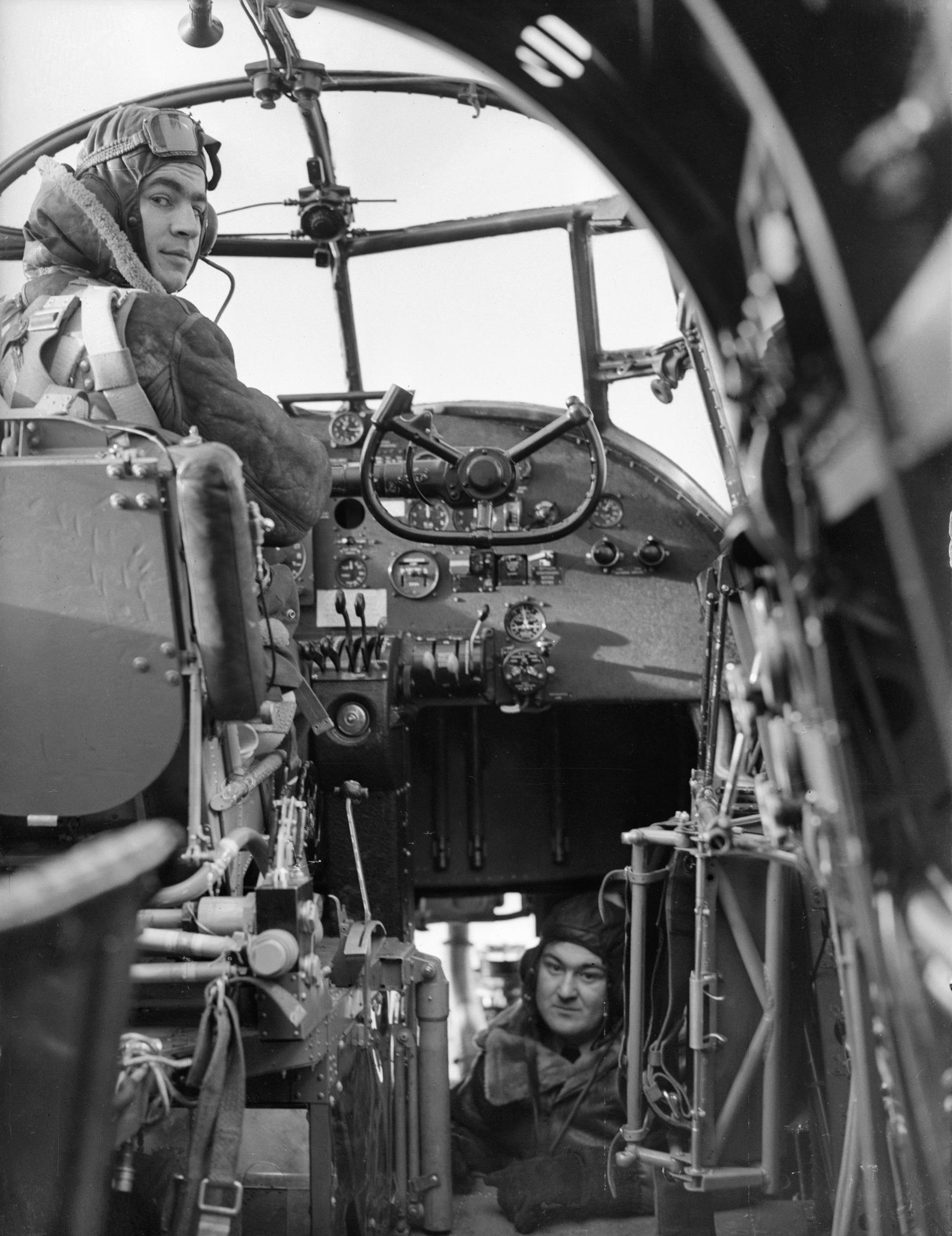
Кабіна «Манчестера» 207-ї ескадрильї.

207-ма ескадрилья отримала перші «Манчестери» в листопаді 1940 року, а 25 лютого 1941 року відбувся перший бомбардувальний наліт на французький порт Брест, в якому взяли участь шість «Манчестерів». В 1941 році «Манчестерами» було укомплектовано ще три ескадрильї (97-ма, 61-ша, 83-тя), а в 1942 інші три. Але постійні проблеми з двигуном обмежували використання.
26 червня 1942 року відбувся останній бойовий виліт на бомбардування Бремена. Загалом «Манчестери» здійснили 1269 бойових вильотів, в яких скинули більше 1800 тонн бомб. Загалом було втрачено близько 130 літаків, з них більше 80 — в бою. До кінця 1943 року деякі Манчестери використовувались як навчальні, але згодом були зовсім зняті з озброєння.